# Acceso múltiple por división de código
La multiplexación por división de código, acceso múltiple por división de código o CDMA (del inglés Code Division Multiple Access) es un término genérico para varios métodos de multiplexación o control de acceso al medio basados en la tecnología de espectro expandido.
La traducción del inglés spread spectrum se hace con distintos adjetivos según las fuentes; pueden emplearse indistintamente espectro ensanchado, expandido, difuso o disperso para referirse en todos los casos al mismo concepto.
Habitualmente se emplea en comunicaciones inalámbricas (por radiofrecuencia), aunque también puede usarse en sistemas de fibra óptica o de cable.

## El control de acceso al medio
Uno de los problemas qué resolver en comunicaciones de datos es cómo repartir entre varios usuarios el uso de un único canal de comunicación o medio de transmisión, para que puedan gestionarse varias comunicaciones al mismo tiempo. Sin un método de organización, aparecerían interferencias que podrían bien resultar molestas, o bien directamente impedir la comunicación. Este concepto se denomina multiplexado o control de acceso al medio, según el contexto como tal.
Se aplica el nombre "multiplexado" para los casos en que un solo dispositivo determina el reparto del canal entre distintas comunicaciones, como por ejemplo un concentrador situado al extremo de un cable de fibra óptica; para los terminales de los usuarios finales, el multiplexado es transparente. Se emplea en cambio el término "control de acceso al medio" cuando son los terminales de los usuarios, en comunicación con un dispositivo que hace de nodo de red, los que deben usar un cierto esquema de comunicación para evitar interferencias entre ellos, como por ejemplo un grupo de teléfonos móviles en comunicación con una antena del operador.
Para resolverlo, CDMA emplea una tecnología de espectro expandido y un esquema especial de codificación, por el que a cada transmisor se le asigna un código único, escogido de forma que sea ortogonal respecto al del resto; el receptor capta las señales emitidas por todos los transmisores al mismo tiempo, pero gracias al esquema de codificación (que emplea códigos ortogonales entre sí) puede seleccionar la señal de interés si conoce el código empleado a pesar de que todas las señales compartan la misma frecuencia. 
Otros esquemas de multiplexación emplean la división en frecuencia (FDMA), en tiempo (TDMA) o en el espacio (SDMA) para alcanzar el mismo objetivo: la separación de las distintas comunicaciones que se estén produciendo en cada momento, y evitar o suprimir las interferencias entre ellas. Los sistemas en uso real (como IS-95 o UMTS) suelen emplear varias de estas estrategias al mismo tiempo para asegurar una mejor comunicación.
Una analogía posible para el problema del acceso múltiple sería una habitación (que representaría el canal) en la que varias personas desean hablar al mismo tiempo. Si varias personas hablan a la vez, se producirán interferencias y se hará difícil la comprensión. Para evitar o reducir el problema, podrían hablar por turnos (estrategia de división por tiempo), hablar unos en tonos más agudos y otros más graves de forma que sus voces se distinguieran (división por frecuencia), dirigir sus voces en distintas direcciones de la habitación (división espacial) o hablar en idiomas distintos (división por código, el objeto de este artículo): como en CDMA, sólo las personas que conocen el código (es decir, el "idioma") pueden entenderlo. 
La división por código se emplea en múltiples sistemas de comunicación por radiofrecuencia, tanto de telefonía móvil (como IS-95, CDMA2000, FOMA o UMTS), transmisión de datos (WiFi) o navegación por satélite (GPS).

## Uso popular del término
El término CDMA, sin embargo, suele utilizarse popularmente para referirse a una interfaz de aire inalámbrica de telefonía móvil desarrollada por la empresa Qualcomm, y aceptada posteriormente como estándar por la TIA norteamericana bajo el nombre IS-95 (o, según la marca registrada por Qualcomm, "cdmaONE" y su sucesora CDMA2000). En efecto, los sistemas desarrollados por Qualcomm emplean tecnología CDMA, pero no son los únicos en hacerlo.

## Detalles técnicos
En CDMA, la señal se emite con un ancho de banda mucho mayor que el precisado por los datos a transmitir; por este motivo, la división por código es una técnica de acceso múltiple de espectro expandido. A los datos a transmitir simplemente se les aplica la función lógica XOR con el código de transmisión, que es único para ese usuario y se emite con un ancho de banda significativamente mayor que los datos.

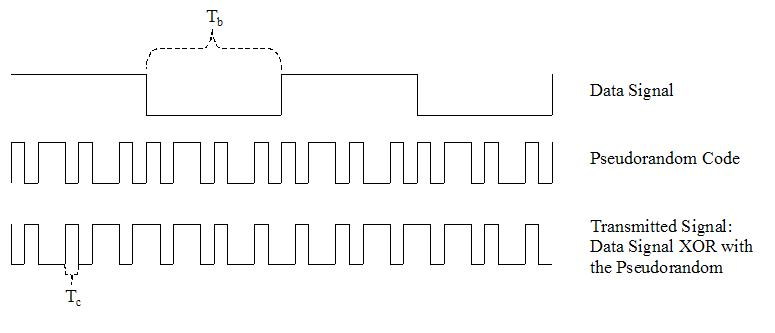
Generación de la señal CDMA.

A la señal de datos, con una duración de pulso Tb, se le aplica la función XOR con el código de transmisión, que tiene una duración de pulso Tc. (Nota: el ancho de banda requerido por una señal es 1/T, donde T es el tiempo empleado en la transmisión de un bit). Por tanto, el ancho de banda de los datos transmitidos es 1/Tb y el de la señal de espectro expandido es 1/Tc. Dado que Tc es mucho menor que Tb, el ancho de banda de la señal emitida es mucho mayor que el de la señal original, y de ahí el nombre de "espectro expandido".
Cada usuario de un sistema CDMA emplea un código de transmisión distinto (y único) para modular su señal. La selección del código a emplear para la modulación es vital para el buen desempeño de los sistemas CDMA, porque de él depende la selección de la señal de interés, que se hace por correlación cruzada de la señal captada con el código del usuario de interés, así como el rechazo del resto de señales y de las interferencias multi-path (producidas por los distintos rebotes de señal).
El mejor caso se presenta cuando existe una buena separación entre la señal del usuario deseado (la señal de interés) y las del resto; si la señal captada es la buscada, el resultado de la correlación será muy alto, y el sistema podrá extraer la señal. En cambio, si la señal recibida no es la de interés, como el código empleado por cada usuario es distinto, la correlación debería ser muy pequeña, idealmente tendiendo a cero (y por tanto eliminando el resto de señales). Y además, si la correlación se produce con cualquier retardo temporal distinto de cero, la correlación también debería tender a cero. A esto se le denomina autocorrelación y se emplea para rechazar las interferencias multi-path.
En general, en división de código se distinguen dos categorías básicas: CDMA síncrono (mediante códigos ortogonales) y asíncrono (mediante secuencias pseudoaleatorias).

### Acceso múltiple por división de código (CDMA síncrono)

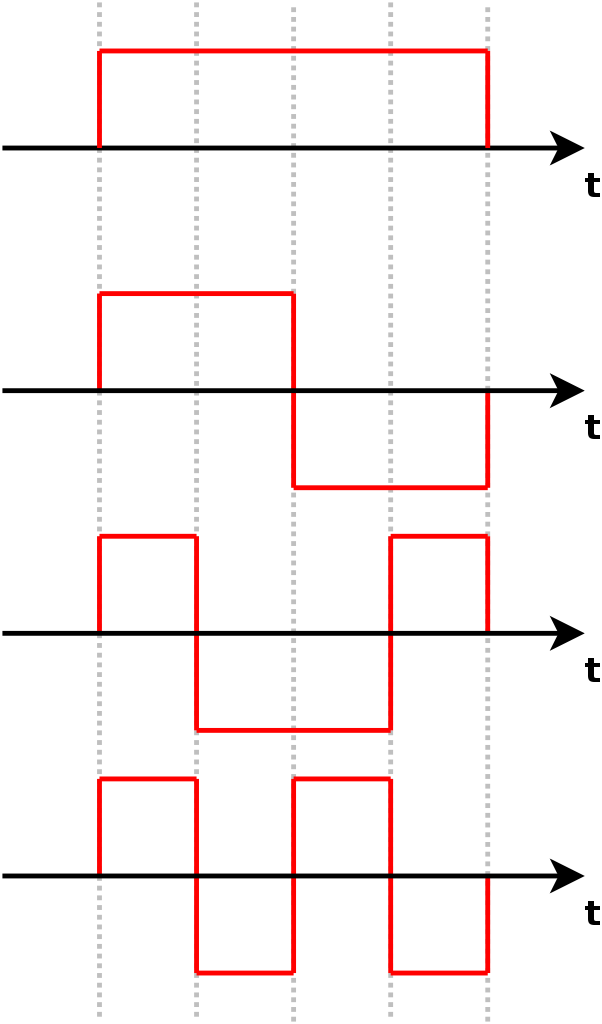
Cuatro señales digitales cuyos vectores son ortogonales.

El CDMA síncrono explota las propiedades matemáticas de ortogonalidad entre vectores cuyas coordenadas representan los datos a transmitir. Por ejemplo, la cadena binaria "1011" sería representada por el vector (1, 0, 1, 1). Dos vectores pueden multiplicarse mediante el producto escalar (·), que suma los productos de sus respectivas coordenadas. Si el producto escalar de dos vectores es 0, se dice que son ortogonales entre sí.  (Nota: si dos vectores se definen u = (a, b) y v = (c, d); su producto escalar será u·v = a*c + b*d).
Algunas propiedades del producto escalar ayudan a comprender cómo funciona CDMA. Si los vectores a y b son ortogonales, y representan los códigos de dos usuarios de CDMA síncrono A y B, entonces:
{\displaystyle \mathbf {a} \cdot (\mathbf {a} +\mathbf {b} )=||\mathbf {a} ||^{2}\quad \mathrm {pues} \quad \mathbf {a} \cdot \mathbf {a} +\mathbf {a} \cdot \mathbf {b} =||a||^{2}+0,}
{\displaystyle \mathbf {a} \cdot (-\mathbf {a} +\mathbf {b} )=-||\mathbf {a} ||^{2}\quad \mathrm {pues} \quad -\mathbf {a} \cdot \mathbf {a} +\mathbf {a} \cdot \mathbf {b} =-||a||^{2}+0,}
{\displaystyle \mathbf {b} \cdot (\mathbf {a} +\mathbf {b} )=||\mathbf {b} ||^{2}\quad \mathrm {pues} \quad \mathbf {b} \cdot \mathbf {a} +\mathbf {b} \cdot \mathbf {b} =0+||b||^{2},}
{\displaystyle \mathbf {b} \cdot (\mathbf {a} -\mathbf {b} )=-||\mathbf {b} ||^{2}\quad \mathrm {pues} \quad \mathbf {b} \cdot \mathbf {a} -\mathbf {b} \cdot \mathbf {b} =0-||b||^{2}.}
Por tanto, aunque el receptor capte combinaciones lineales de los vectores a y b (es decir, las señales procedentes de A y B al mismo tiempo, sumadas en el aire), si conoce el código de transmisión del usuario de interés siempre podrá aislar sus datos de los del resto de usuarios, simplemente mediante el producto escalar de la señal recibida con el código del usuario; al ser el código del usuario ortogonal respecto a todos los demás, el producto aislará la señal de interés y anulará el resto. Este resultado para dos usuarios es extensible a todos los usuarios que se desee, siempre que existan códigos ortogonales suficientes para el número de usuarios deseado, lo que se logra incrementando la longitud del código.
Cada usuario de CDMA síncrono emplea un código único para modular la señal, y los códigos de los usuarios en una misma zona deben ser ortogonales entre sí. En la imagen se muestran cuatro códigos mutuamente ortogonales. Como su producto escalar es 0, los códigos ortogonales tienen una correlación cruzada igual a cero, y, en otras palabras, no provocan interferencias entre sí.
Este resultado implica que no es necesario emplear circuitería de filtrado en frecuencia (como se emplearía en FDMA), ni de conmutación de acuerdo con algún esquema temporal (como se emplearía en TDMA) para aislar la señal de interés; se reciben las señales de todos los usuarios al mismo tiempo y se separan mediante procesado digital.
En el caso de IS-95, se emplean códigos ortogonales de Walsh de 64 bits para codificar las señales y separar a sus distintos usuarios.

### CDMA asíncrono
Los sistemas CDMA síncronos funcionan bien siempre que no haya excesivo retardo en la llegada de las señales; sin embargo, los enlaces de radio entre teléfonos móviles y sus bases no pueden coordinarse con mucha precisión. Como los terminales pueden moverse, la señal puede encontrar obstáculos a su paso, que darán origen a cierta variabilidad en los retardos de llegada (por los distintos rebotes de la señal, el efecto Doppler y otros factores). Por tanto, se hace aconsejable un enfoque algo diferente. 
Por la movilidad de los terminales, las distintas señales tienen un retardo de llegada variable. Dado que, matemáticamente, es imposible crear secuencias de codificación que sean ortogonales en todos los instantes aleatorios en que podría llegar la señal, en los sistemas CDMA asíncronos se emplean secuencias únicas "pseudoaleatorias" o de "pseudorruido" (en inglés, PN sequences). Un código PN es una secuencia binaria que parece aleatoria, pero que puede reproducirse de forma determinista si el receptor lo necesita. Estas secuencias se usan para codificar y decodificar las señales de interés de los usuarios de CDMA asíncrono de la misma forma en que se empleaban los códigos ortogonales en el sistema síncrono.
Las secuencias PN no presentan correlación estadística, y la suma de un gran número de secuencias PN resulta en lo que se denomina interferencia de acceso múltiple (en inglés, MAI, multiple access interference), que puede estimarse como un proceso gaussiano de ruido que sigue el teorema central del límite estadístico. Si las señales de todos los usuarios se reciben con igual potencia, la varianza (es decir, la potencia del ruido) de la MAI se incrementa en proporción directa al número de usuarios. En otras palabras, a diferencia de lo que ocurre en CDMA síncrono, las señales del resto de usuarios aparecerán como ruido en relación con la señal de interés, y provocarán interferencia con la señal de interés: cuantos más usuarios simultáneos, mayor interferencia.
Por otra parte, el hecho de que las secuencias sean aparentemente aleatorias y de potencia distribuida en un ancho de banda relativamente amplio conlleva una ventaja adicional: son más difíciles de detectar en caso de que alguien intente captarlas, porque se confunden con el ruido de fondo. Esta propiedad ha sido aprovechada durante el siglo XX en comunicaciones militares.
Todos los tipos de CDMA aprovechan la ganancia de procesado que introducen los sistemas de espectro extendido; esta ganancia permite a los receptores discriminar parcialmente las señales indeseadas. Las señales codificadas con el código PN especificado se reciben, y el resto de señales (o las que tienen el mismo código pero distinto retardo, debido a los diferentes trayectos de llegada) se presentan como ruido de banda ancha que se reduce o elimina gracias a la ganancia de procesado.
Como todos los usuarios generan MAI, es muy importante controlar la potencia de emisión. Los sistemas CDMA síncrono, TDMA o FDMA pueden, por lo menos en teoría, rechazar por completo las señales indeseadas (que usan distintos códigos, ranuras temporales o canales de frecuencia) por la ortogonalidad de estos esquemas de acceso al medio. Pero esto no es cierto para el CDMA asíncrono; el rechazo de las señales indeseadas sólo es parcial. Si parte (o el total) de las señales indeseadas se reciben con potencia mucho mayor que la de la señal deseada, ésta no se podrá separar del resto. Para evitar este problema, un requisito general en el diseño de estos sistemas es que se controle la potencia de todos los emisores; se busca asegurar que la potencia captada por el receptor sea aproximadamente la misma para todas las señales entrantes. En los sistemas de telefonía celular, la estación base emplea un esquema de control de potencia por bucle cerrado (fast closed-loop power control, en inglés) para controlar estrictamente la potencia de emisión de cada teléfono.

## Compañías CDMA

### Argentina
- Movistar (Antes BellSouth y Telefónica Unifón) cuando se hizo la fusión de las dos marcas se migró a GSM (se mantuvo la red CDMA 800/1900 MHz operativa hasta que se realizó la migración de los usuarios CDMA existentes a GSM).

Movistar funciona con tecnología GSM.
- Claro Argentina (antes CTI Móvil), también contaba con una red CDMA en el estándar IS-95 (esta red no estaba muy bien implementada). A partir de 2003, cuando América Móvil compra a CTI Móvil, se decidió desplegar la red GSM y abandonar CDMA.

En la actualidad, la Cooperativa Telefónica de Villa de Merlo (San Luis), y la Cooperativa Telefónica de Calafate (COTECAL) ofrece soluciones CDMA usando una red celular CDMA 450 (450 MHz).

### Canadá
- Virgin Mobile
- Telus
- Bell

### Colombia
- Movistar, antes BellSouth, mudó a GSM (mantuvo también su red CDMA operativa hasta el año 2008, año en que se concluyó la migración completa de sus usuarios)
- UNE utilizaba este medio de acceso para abonados fijos. En el año 2012 se concluye la migración a redes fijas cableadas y comenzan a implementar las redes LTE.

En la actualidad, todos los operadores del servicio de voz y datos usan redes GSM y LTE.

### Chile
- Claro Chile Antes SmartCom PCS y previamente CHILESAT PCS Mudaron a GSM a partir del año 2006 ya que desde 1997 hasta 2005 usaban la red móvil CDMA hasta que América Móvil compró SmartCom PCS.

- Movistar Chile Antes Telefónica Móvil mudaron a GSM y tras la fusión con BellSouth abandonó por completo la tecnología CDMA a partir del 2006 terminada la migración de telefonía móvil CDMA a GSM a todos los clientes de Movistar Chile tanto antiguos clientes de Telefónica Móvil como BellSouth.

### Ecuador
- Alegro PCS que ahora es CNT EP

También utiliza red GSM 

### El Salvador
- Movistar (cerró el servicio y ahora cambian los celulares CDMA por unos GSM.)

### Estados Unidos
- Boost Mobile
- Verizon
- U.S. Cellular
- Alltel
- Virgin Mobile
- MetroPCS (está migrando actualmente a GSM, junto con su proveedor T Mobile)

### Japón
- KDDI

### India
- Virgin Mobile

### México
- AT&T México antes Iusacell, NEXTEL y Unefon , mudó a GSM, GPRS, EDGE, UMTS, HSDPA, HSUPA, LTE.

### República Dominicana
- Trilogy Dominicana (Viva) GSM y CDMA
- Altice (antes Tricom) Hasta el 20 de marzo de 2019 cuando fue reemplazado totalmente por la nueva tecnología.[3]

### Puerto Rico
- OPEN MOBILE

### Moldavia
- Unite

### Venezuela
- Movilnet Prestaba servicio CDMA el cual fue apagado en septiembre de 2020. Actualmente presta servicio (EV-DO) junto a GSM/EDGE y 3G (HSDPA).
- Movistar tiene una red CDMA (EV-DO) en servicio para abonados fijos y pocos clientes móviles. Antes de ser adquirida por Telefónica, BellSouth tenía una red D-AMPS / CDMA con cobertura nacional, la cual fue abandonada el 31 de marzo de 2014[4] después que Movistar migrara a GSM/GPRS/EDGE y 3G (HSUPA).

## Tecnología de doble red
Coolpad, fabricado por Yulong Computer Telecommunication Scientific Co. (China Wireless Technologies), se he convertido en el tercer smartphone más vendido en China, debido a su   tecnología de doble red, que conecta simultáneamente tanto a redes CDMA como GSM.